# Jeff Bennett
Jeffrey Glenn "Jeff" Bennett (Houston, 2 de outubro de 1962) é um dublador americano.
Graças a sua excelente voz, usou-a em séries de desenhos animados, como Johnny Bravo, O Laboratório de Dexter, além de ter sua participação em filmes e vídeo-games.